# Palle Lykke
Palle Lykke Jensen (4 de novembro de 1936 — 19 de abril de 2013) foi um ciclista dinamarquês, profissional de 1957 a 1969.
Se destacou principalmente no ciclismo de pista, disciplina na qual ele obteve 21 vitórias em corridas de seis dias. Em estrada, seu principal êxito foi a vitória no Campeonato de Flandes.
Foi um dos atletas que representou a Dinamarca nos Jogos Olímpicos de 1956, em Melbourne, onde competiu e não completou a prova de estrada.